# آرثر ف. جونسون
آرثر ف. جونسون (بالإنجليزية: Arthur V. Johnson)‏ (و. 1876 – 1916 م) هو ممثل، ومخرج أفلام، وممثل مسرحي، وممثل أفلام، من الولايات المتحدة، ولد في دافنبورت، توفي في فيلادلفيا، عن عمر يناهز 40 عاماً، بسبب سل.

## وصلات خارجية
- آرثر ف. جونسون على موقع IMDb (الإنجليزية)
- آرثر ف. جونسون على موقع ألو سيني (الفرنسية)
- آرثر ف. جونسون على موقع أول موفي (الإنجليزية)
- آرثر ف. جونسون على موقع قاعدة بيانات الأفلام السويدية (السويدية)
- آرثر ف. جونسون على موقع قاعدة بيانات الفيلم (الإنجليزية)
- آرثر ف. جونسون على موقع كينوبويسك (الروسية)